# Svasse Bergqvist
Jacob Wilhelm Constantin B:son Bergqvist, känd som Svasse Bergqvist, född den 28 april 1887 i Lund, död den 21 december 1959 i Stockholm, var en svensk jurist och statstjänsteman, tillika revy- och sångtextförfattare verksam vid bland annat Mosebacke, Södra Teatern och Vasateatern.

## Biografi

### Familjebakgrund
Svasse Bergqvists var son till generaldirektören och ecklesiastikministern Bengt J:son Bergqvist och Constance Flensburg (1863–1910) samt dotterson till biskopen i Lund Wilhelm Flensburg. Föräldrarna skildes då Bergqvist var 11 år och fadern gifte om sig 1899. Vid ungefär samma tid blev fadern rektor vid läroverket i Kristianstad dit han och sonen flyttade. Här tillbringade Bergqvist senare delen av sin uppväxt och avlade mogenhetsexamen 1904.

### Utbildning och ämbetsmannakarriär
Bergqvist inskrevs 1904 vid Lunds universitet, där han avlade juris kandidatexamen 1909. Under sin studietid kandiderade han förgäves till ett par förtroendeposter inom Kristianstads nation, men i övrigt finns det inga tecken på att den blivande nöjesentreprenören tog någon mer aktiv del av studentlivet med dess spex och karnevaler.
Efter universitetsstudierna flyttade Bergqvist till Stockholm där han hade kortare tjänster vid bland annat Stockholms rådhusrätt, Läroverksstyrelsen och Civildepartementet. Det var dock inom fångvården Bergqvist från och med 1916 skulle ha sina mer stadigvarande anställningar, dels i form av tjänster vid Östermalmsfängelset respektive Långholmens centralfängelse, dels centralt inom själva Fångvårdsstyrelsen. Han lämnade den sistnämnda 1941, men hade då varit tjänstledig till följd av sjukdom sedan 1937.

### "Svasse" som nöjesentreprenör

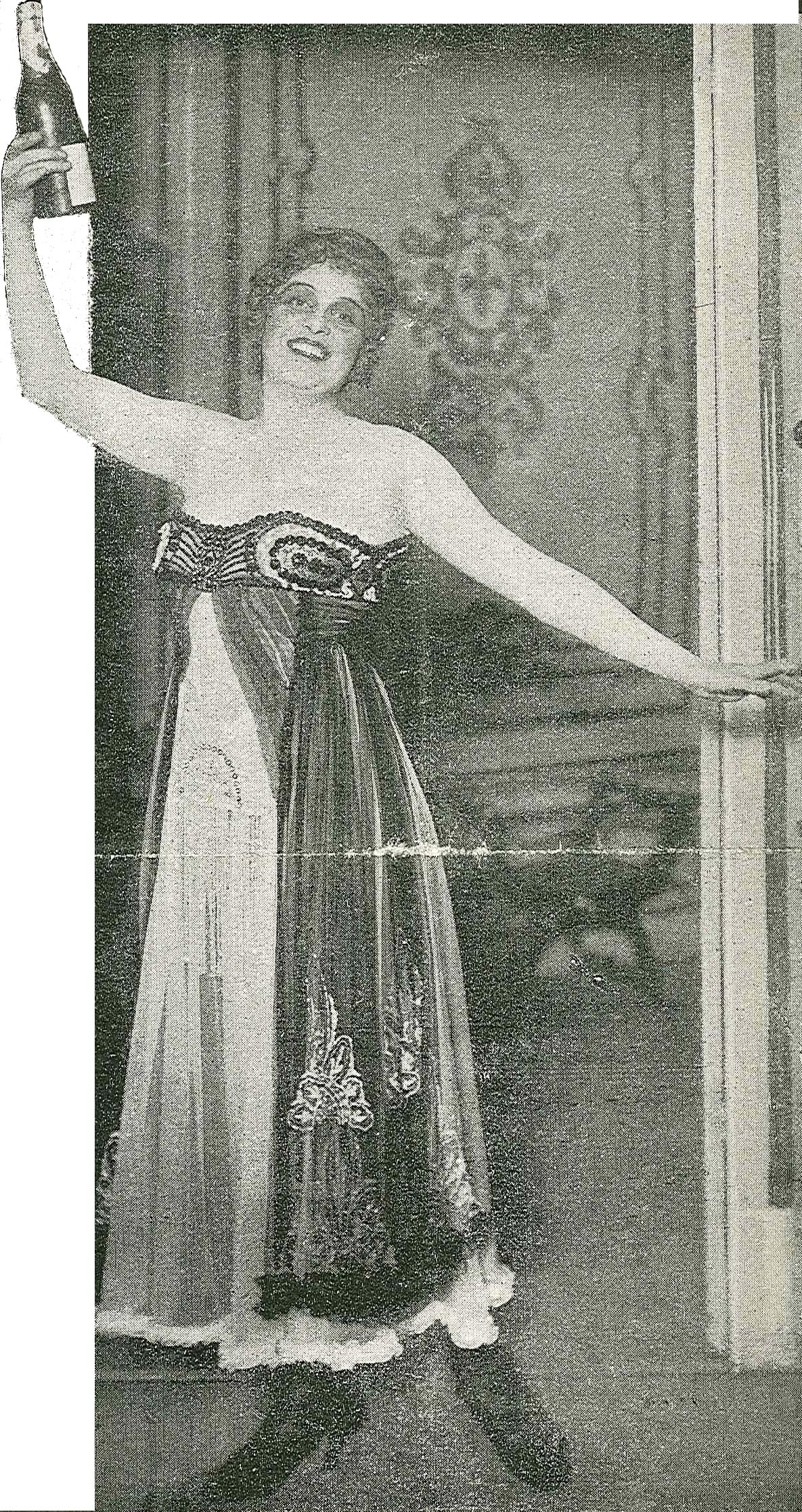
Sickan Castegren i Svasse Bergqvists debutalster Ack, Elvira 1916.

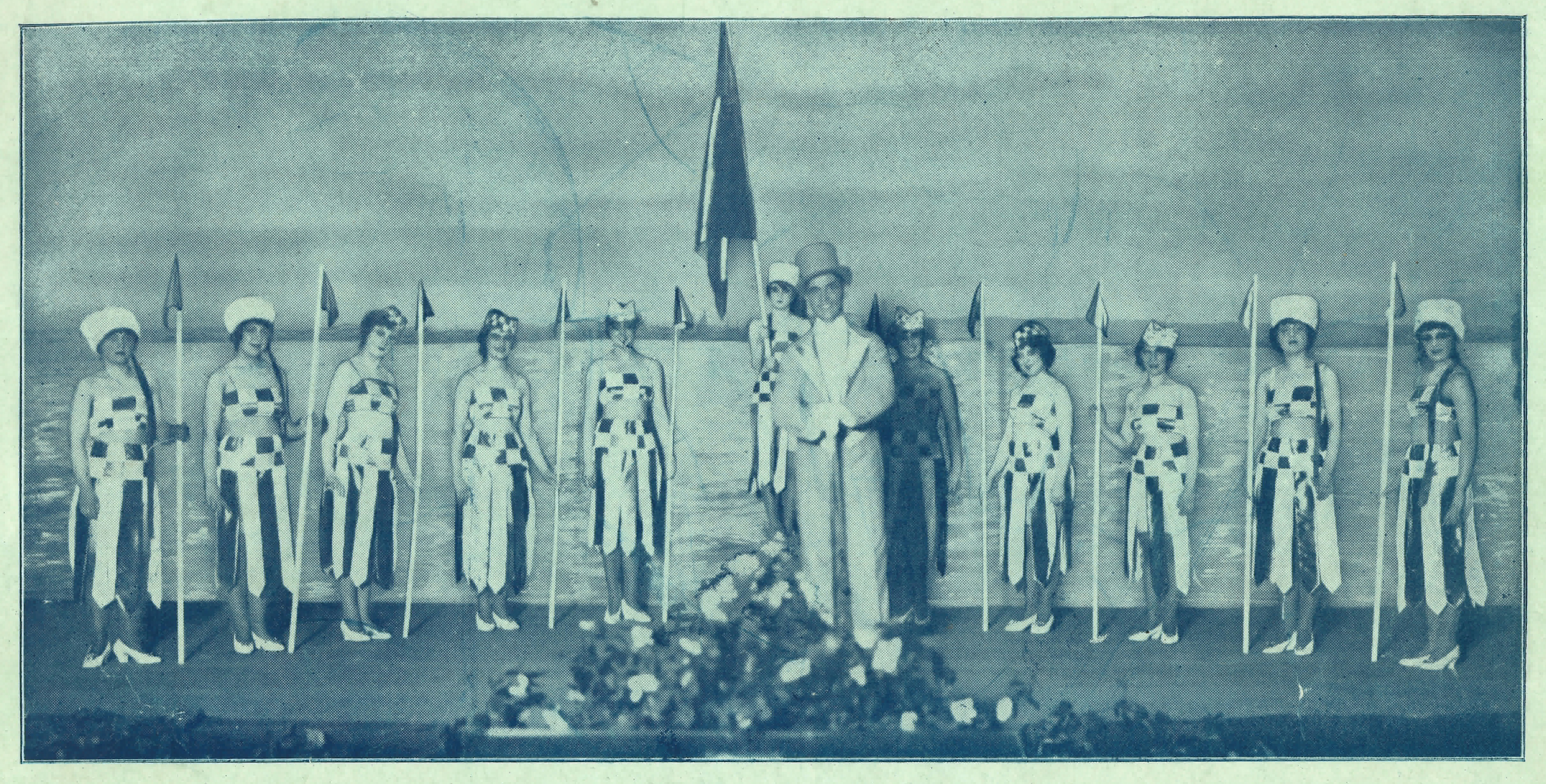
Sluttablå ur revyn Blått-Blått eller Blått och bart från 1919, vilken uppfördes i Helsingborg som en lokalt anpassad variant av Bergqvists succérevy Brissons blå blondiner. Mannen i frack mitt i bilden är troligen Gösta Bodin.

Det var dock inte som fångvårdstjänsteman Jacob Bergqvist skulle göra sig känd utan som revy- och farsförfattare, regissör och teaterdirektör inom Stockholms nöjesliv under smeknamnet "Svasse".
Bergqvists debut inom nöjeslivet synes ha ägt rum under vårvintern 1916 som konferencier för en kabaret kallad Röda Tuppen. Året därpå avancerade han till att bli en av de ansvariga bakom Cabaret Läderlappen, en av tidens populäraste kabareter. Vid det laget hade Bergqvist även hunnit debutera som pjäsförfattare med "farsrevyn" Ack, Elvira på Södra Teatern i september 1916 (detta under författarpseudonymen "Strid Sommar", en vitsig motsvarighet till att föreställningens musik var skriven av "Fred Winter", det vill säga Sten Njurling). Ack, Elvira fick ett mindre gott mottagande av kritiker, men blev en stor publiksuccé med 127 föreställningar och ett par senare återuppsättningar. Detta mönster, med mer publik- än kritikergunst, skulle gälla även för många av Bergqvists senare uppsättningar, och verkar ha förundrat den senare gruppen. Svenska Dagbladets recensent "Finn" sågade exempelvis revyn Nattugglor (1920) men konstaterade samtidigt att "publiken, som fyllde varje plats, applåderade, man kan säga frenetiskt” och ställde följdfrågan ”Är det hr Bergquist som driver med publiken eller publiken som driver med hr Bergquist?"
Bergqvist var under det sena 1910-talet och merparten av 1920-talet oerhört produktiv och författade ofta tre revyer eller mer per år till flera olika teatrar i Stockholm, däribland Folkets hus teater, Vasateatern, Folkan, Mosebacketeatern och den ovannämnda Södra Teatern. Under de första åren var Bergqvist själv ofta även regissör. Med tiden kom han dock allt mer att lämna den senare uppgiften åt andra, och detsamma gällde kuplettexterna, vilka ofta kom att levereras av Karl-Ewert Christenson medan Bergqvist själv fokuserade på den talade dialogen. Bland Bergqvists andra samarbetspartners märks Björn Hodell, Otto Hellkvist och Kar de Mumma. När Bergqvists revy Brissons blå blondiner 1919 skulle lokalanpassas inför en uppsättning i Helsingborg samarbetade upphovsmannen härom med Birger Sjöberg, som då verkade som journalist i denna stad.
Bergqvists samarbetspartner Björn Hodell framhöll senare Svasserevyernas roll som "plantskola för unga revyämnen", och faktum är att ett antal sedermera mycket kända artister och kreatörer fick sina första större framgångar i dessa revyer, däribland Carl Brisson, Zarah Leander och Jules Sylvain.
Efter revyn Syndare i sommarsol (1932) och farsen Fina Q (1933) avslutade Bergqvist i princip sin bana som författare för scenen. Han fortsatte dock att kombinera sin tjänst i staten med spridda uppdrag i nöjesvärlden. Bland annat hade han under 1930-talets senare del ett omfattande låtskrivarsamarbete med Johnny Bode, vilket resulterade i ett stort antal skivinspelningar. Duon skrev även på 40-talet några sånger för olika svenska filmer, Bode under pseudonym sedan han blivit svartlistad i den svenska artistvärlden. Inom filmbranschen gjorde Bergqvist även ett inhopp som manusförfattare tillsammans med Edvard Persson till den senares film Den glade skräddaren (1945). Bergqvist framträdde även som kåsör i radio.
Svasse Bergqvist är begravd på Skogskyrkogården i Stockholm.

## Filmografi

### Musik
Anmärkning: Listan omfattar endast sådana musikstycken som skrivits specifikt för en viss film, inte revykupletter och dylikt som senare förekommit i filmer. Johnny Bodes bidrag till de två sista filmerna är gjorda under pseudonymen "Rob Robertson".
- 1931 – Dantes mysterier (text till sången "Demonen", musik av Jules Sylvain; framförd av Zarah Leander)
- 1949 – Hur tokigt som helst (text till sången "Hur tokigt som helst", musik av Johnny Bode; framförd av Carl Reinholdz)
- 1949 – Lapp-Lisa (text, tillsammans med Kerstin Sundmark, till sången "Himlens gyllene bro", musik av Johnny Bode; framförd av Anna-Lisa Öst)

### Övrigt
- 1919 – Tillåt oss presentera : Mosebacke revy (medverkan som sig själv)
- 1921 – AB Stockholms Filmkompanis veckorevy nr. 19 (medverkan som sig själv)[2]
- 1945 – Den glade skräddaren (manus tillsammans med Edvard Persson "efter en utländsk idé")

## Teater

### Manus
Källa till nedanstående, då annat ej angives, är Warren 2017, s 41–47.
| Premiärdatum | Produktion                                                                             | Medupphovsmän | Teater                                                                         | Medverkande | Föreställningar | Anmärkning |
| ------------ | -------------------------------------------------------------------------------------- | --- | ------------------------------------------------------------------------------ | --- | --------------- | --- |
| 1916-09-02   | Ack, Elvira eller Går ni med på Gyllene Göken – Fröken? Farsrevy i 3 akter             | Fred Winter (musik) | Södra teatern                                                                  | Tage Almqvist, Georg Blomstedt, Mona Geijer-Falkner, Tyra Leijman-Uppström, Eric Lindholm, Sickan Castegren, Axel Hultman (även regi), Mary Gräber, Mathilda Caspér | 127             | Skriven under pseudonymen Strid Sommar. |
| 1916-12-15   | Andersens sagor Melodram och balett                                                    | Sven Tropp, Oscar Tropp (koreografi)                                                                                        | Auditorium                                                                     | Barn från bl a Dramatens elevskola | 3               | Valgörenhetsuppsättning i samband med Barnens dag |
| 1917-04-28   | Daggdroppen eller Å, de' va' Ameli Vårfarsrevy i 3 akter                               | | Södra teatern                                                                  | Axel Hultman (även regi), Georg Blomstedt, Tage Almqvist, Eugen Nilsson, Eric Lindholm, Paul Hagman, Mathilda Caspér, Mary Gräber, Hildur Lindholm, Ingeborg Nilsson m fl | 18              | Skriven under pseudonymen Strid Sommar. |
| 1917-05-16   | Ack, Elvira eller Går ni med på Gyllene Göken – Fröken? Farsrevy i 3 akter             | Fred Winter (musik) | Södra teatern                                                                  | | 15              | Återuppsättning. |
| 1917-06-17   | Kärlek på Grönland eller Anderssons sommarresa 1917 Revyspex i 3 akter                 | Therese Hertzberg-Svensson (koreografi)                                                                                     | Alhambra-Teatern                                                               | | 96              | Skrivet under pseudonymen Måns Ram. |
| 1918-03-31   | Cyrannå eller Vi äro gaskiga alla Heroiskt parodispex i 3 akter                        | | Viktoriasalen                                                                  | Robert Sandberg (även regi) m fl |                 | Skrivet under pseudonymen Måns Ram. |
| 1918-05-29   | Hoppla-la eller Sätt potatis! Cabaretrevy i 4 avdelningar                              | Björn Hodell (medförfattare), Anton Salmson (regi)                                                                          | Berns Revyteater                                                               | Anna-Lisa Lindzén, Stassa Wahlgren, Lili Ziedner, Arvid Kindahl, "Fjellströms" (troligen Emil Fjellström och Millan Fjellström), Gösta Bodin, "dansparet Brisson", "Systrarna Sonne" m fl | 65              | Skriven under den kollektiva pseudonymen Hux Flux. |
| 1918-06-01   | Zick-Zack Snick-snack i 3 akter                                                        | Wilhelm Tunelli (medförfattare, regi)                                                                                       | Mosebacke Revyteater                                                           | Elna Panduro, Otto Hagert, Wilhelm Tunelli, Thyra Leijman, Carl Thorell, Lillie Ericson, John Blom, Hildegard Utter, Arthur Rolén, Kai Reiners, Emy Ågren, Violet Molitor, Märta Reiners |                 | Skriven under den kollektiva beteckningen Svasse & Co. Även spelad på landsortsturné av Karin Swanströms sällskap hösten 1918.                                        |
| 1918-10-02   | Brissons blå blondiner eller En natt i Egypten Modern utstyrselcabaret                 | | Mosebacke Revyteater                                                           | Carl Brisson, Roody Reiners, Vilhelm Julinder, Kai Reiners, Emy Ågren, Lisa Steier m fl |                 | Delvis en omarbetning av Zick-Zack. |
| 1919-01-01   | Ta' hissen Amalia eller Det är visst något fel i systemet Nyårscabaret i 3 avdelningar | | Mosebacke Revyteater                                                           | Carl Brisson, Hulda Malmström, Valdemar Dalquist, John Lindén, Kai Reiners, Emy Ågren, [Eric?] Abrahamsson m fl | 40              | "Efter en dansk förlaga". |
| 1919-01-01   | Blått-Blått eller Blått och bart En kompott i 3 akter                                  | Birger Sjöberg (medförfattare under signaturen "X.X."), Lisa Steier (koreografi)                                            | Helsingborgs teater                                                            | Gösta Bodin, Juliette Lind, Olga Adamsen, Rudolf Axelson, Valter Lindström, Emil Fjellström, Millan Fjellström, Birger Sahlberg (även balettmästare), Kerstin Dahlström, Kai Reiners, Emy Ågren. |                 | Lokalanpassad omarbetning av Brissons blå blondiner i uppsättning av Karin Swanströms sällskap och med regi av henne. Senare även spelad på landsortsturné.           |
| 1919-05-01   | Tjim-tjim eller Sången om den ellröde Boman Sommarrevy i 3 akter                       | | Mosebacke Revyteater                                                           | Valdemar Dalquist, Juliette Lind, Hulda Malmström, Gösta Bodin, Märta Reiners, [Eric?] Abrahamson, John Lindén, Johnny Björkman, Kai Reiners, Emy Ågren. | 125             | |
| 1919-10-15   | Hallå Amerika eller Brisson på äventyr Brokiga bilder i 3 akter                        | | Mosebacke Revyteater                                                           | Carl Brisson, Hulda Malmström, John Lindén, Märta Reiners, Carl Hagman, Kai Reiners, Emy Ågren, Gösta Bodin, Eric Abrahamsson, Johnny Björkman, Karin Rydberg. | 76              | |
| 1920-01-01   | Nattugglor eller Kirre som hertig av Alhambra Revy i 3 akter                           | John Coldén (medförfattare), Sven Tropp & Oscar Tropp (koreografi)                                                          | Mosebacke Revyteater                                                           | Eric Lindholm, Hulda Malmström, Märta Reiners, Julia Cæsar, Gösta Bodin, Eric Abrahamsson, Johnny Björkman, John Lindén (även regi tillsammans med Bergqvist), Carl Hagman, Enny Rådberg, Kai Reiners, Karin Rydberg, Rut Læstadius, Ella Dahlqvist, Annalisa Ericson, Märta Eriksson, Ebba Hjort, Wera Zoë. | 93              | |
| 1920-04-07   | April! April! Revycabaret. Gammalt och nytt i 10 tablåer.                              | | Mosebacke Revyteater                                                           | Hulda Malmström, Eric Lindholm, Valdemar Dalquist m fl. | 23              | |
| 1920-06-02   | Tur och retur En semesterresa i 3 stationer.                                           | | Mosebacke Revyteater                                                           | Lili Ziedner, Eric Lindholm, Hulda Malmström, Valdemar Dalquist, Ester Cederfeldt, John Lindén, Violet Molitor, Carl Hagman, Julia Cæsar, Gösta Bodin, Karin Rydberg, Eric Abrahamson, Emmy Rådberg [= Enny Rådberg?], Olle Brunæus, Kai Reiners, Astrid Lindgren. | 90              | |
| 1920-12-02   | Fridfulla Ferdinand Revy i 2 akter.                                                    | | Pallas-Teatern                                                                 | Carl Engström, Elsa Enström, Emy Doré, Willi Wells, Irma Leoni,Thor Modéen |                 | |
| 1921-01-01   | Blått och bart eller Ju galnare desto bättre Modärnt revyskämt i 3 avdelningar.        | Otto Hellkvist (medförfattare under signaturen "Otton")                                                                     | Mosebacke Revyteater                                                           | Carl Gunnar Wingård, Valdemar Dalquist, Hulda Malmström, Yngwe Nyquist, Anna-Lisa Baude, Elis Elliot, John Lindén, Georg Fernquist, Mona Geijer-Falkner, Märta Reiners, Elsa Wallin, Sven Hasselström, Carl Hagman, Olle Bruneus, Karin Rydberg, Brita Andersson, Märta Svanström, Aida Sundberg, Greta Almgren, Annalisa Ericson, Elva Ahlin, Ebba Andersson, Mary Velcher, Stina Rössel, Elsa Adenius, Asta Hansson, Märta Ericsson, Vera Valezka, Berta Keitel. | 103             | |
| 1921-02-24   | Alexander den lille eller Låna mej en svärmor Revyfars i 2 avdelningar.                | | Pallas-Teatern                                                                 | Carl Engström, Elsa Enström, Hugo Lundin, Gurli Holm, Thor Modéen, Irma Leoni, Gustaf Werner, Emy Doré, Willi Wells, Astrid Brunkvist, Bertil Berglund. |                 | |
| 1921-04-16   | Ack, Elvira eller Går ni med på Gyllene Göken – Fröken? Sångfars i 3 akter             | Fred Winter (musik), Otto Hellkvist (nya kupletter)                                                                         | Mosebacke Revyteater                                                           | Sven Hasselström, John Lindén (även regi), Mona Geijer-Falkner, Hulda Malmström, Carl-Gunnar Wingård, Märta Reiners, Carl Hagman, Anna-Lisa Baude, Alma Bodén, Karin Rydberg, Valdemar Dalquist, Elsa Adenius, Elsa Wallin, Annalisa Ericson, Märta Ericson, Ebba Andersson, Mary Velcher, Berta Keithel, Greta Almgren, Aida Sundberg, Märta Svanström, Elva Ahlin, Elis Elliot, Yngvar Saxén, Olle Bruneus, Kai Reiners, Emy Ågren, Vera Valezka                 | 45              | Återuppsättning. |
| 1921-06-12   | Kom över hit eller Brissons underbara resa Bilderbok för stora barn i 6 planscher.     | Karl Ewert (medförfattare)                                                                                                  | Mosebacke Revyteater                                                           | Carl Brisson, Tyra Leijman-Uppström, Gösta Bodin, Anna-Lisa Lindzén m fl. | 80              | |
| 1921-11-03   | Ack, Anastasia eller Så gott! Va' kan de' kosta? En glad lyxrevy.                      | | Pallas-Teatern                                                                 | Erik Öhgren (även regi), Greta Lindlöf, Gustaf Werner, Hilding Anell, Thor Modéen, Irma Leoni, Willi Wells, Wera Zoë m fl. |                 | |
| 1922-02-11   | Shimmy! Shimmy! Revyparodi i 3 akter.                                                  | "Med ingredienser lånade av Norlander, Karl Gerhard, Mac & Stig, Svasse, Ingvar och Nerman etc."                            | Mosebacke Revyteater                                                           | Axel Hultman, Edvin Adolphson m fl. | 50              | |
| 1922-04-01   | Bomans flickor Revy i 3 akter.                                                         | | Mosebacke Revyteater                                                           | Eric Lindholm, Hulda Malmström, Anna-Lisa Baude, Gösta Bodin, John Lindén, Edvin Adolphson, Hildi Lindgren, Laura Rochlitz m fl. | 30              | Skriven under pseudonymen "James Mack Pärsson". |
| 1923-01-01   | Spel ut! Nyårsrevy.                                                                    | Karl Ewert (huvudförfattare)                                                                                                | Folkets hus teater                                                             | Thor Modéen, "herr Ingels", Irma Leoni m fl. | 130             | Skriven under samlingsnamnet "Karl Ewert & C:o". Även spelad på Folkteatern i Göteborg med premiär 1923-02-22, då med "Karl Ewert och Svasse" som angivna upphovsmän. |
| 1923-03-02   | Rubb och stubb Revyglädje i 3 akter.                                                   | | Pallas-Teatern                                                                 | Willi Wells (även regi), John Melin, Wera Waleska m fl. | 50              | Skriven under pseudonymen "Måns Ram". |
| 1923-06-01   | Hallå där! Revy i 3 akter.                                                             | Berco och signaturen "K.H." (kompletterande kuplettexter), John Coldén (ej specificerade bidrag)                            | Teater Montmartre                                                              | Elna Panduro, Eric Lindholm, Gucken Cederborg, Vilhelm Julinder, Mary Hjelte, John Melin, Cissi Olsson m.fl. | 101             | Skriven under samlingsnamnet "Svasse & Comp.". Även spelad på landsortsturné av Karin Swanströms sällskap.                                                            |
| 1923-09-29   | Pängar som gräs – Ett höstskämt Storstadsluft i tre ombyten.                           | Björn Hodell (medförfattare)                                                                                                | Folkets hus teater                                                             | Nita Hårleman, Thor Modéen m fl |                 | Skriven under samlingsnamnet "Hodis & Svasse". |
| 1924-01-01   | Farbror ritar och berättar Storstadsluft i tre ombyten.                                | Karl Ewert & Björn Hodell (medförfattare)                                                                                   | Folkets hus teater                                                             | Thor Modéen, Margareta Schönström, Nita Hårleman, Ruth Weijden, Gertie Löwenström, Irma Carlsson, Ingert Dahlstrand m fl | 125             | Även spelad på landsortsturné av Karin Swanströms sällskap. |
| 1924-03-01   | Ett skepp kommer lastat Farsoperett i 3 akter.                                         | Valdemar Dalquist & Ture Nerman ("arrangerad av"), Fred Winter (musik), Sigurd Wallén (regi)                                | Södra Teatern                                                                  | | 47              | Bergqvists medverkan begränsad till enstaka nummer. |
| 1924-05-31   | Högre opp! Sommarrevy i 3 akter.                                                       | | Teater Montmartre                                                              | Maja Cassel, Eric Lindholm, Mary Gräber, Adolf Jahr, Jean Claesson, Elna Panduro (även regi) m fl. | 92              | |
| 1925-01-01   | Dit går vi Nyårsrevy i 15 tavlor.                                                      | Karl Ewert (medförfattare), Arvid Petersén (regi)                                                                           | Folkets hus teater                                                             | Thor Modéen, Algot Gunnarsson, Knut Frankman, Eric Magnusson, Nita Hårleman, Ruth Weijden, Margareta Schönström, Gertie Löweström, Irma Leoni m fl | 142             | Även spelad i turnéversion med John Lianders sällskap. |
| 1925-01-24   | Spex för "Livbojen"                                                                    | "Skådespelare Adolfsson" (regi)                                                                                             | Grand Hôtel                                                                    | "Operasångare Lennartsson [= Torsten Lennartsson?] [...] fru Elsa Ebbesen-Tornblad, fröken Karin Alexandersson, fröken Marianne Mörner, doktorinnan Hübbinette, kamrer Ekberg och ingenjör Taube" | 1               | Utgjorde del av välgörenhetssoaré för Föreningen Livbojen. |
| 1925-03-21   | Styrman Karlssons flammor Sångfars i 3 akter.                                          | Björn Hodell (huvudförfattare), Karl Ewert (sångtexter), Helge Lindberg (musik)                                             | Södra Teatern, Vasateatern (från 1925-05-01) & Oscarsteatern (från 1925-09-01) | Sigurd Wallén m fl | 191             | Bergqvists medverkan begränsad till enstaka nummer. |
| 1925-06-01   | Ping-Pong! Sommarrevy.                                                                 | Karl Ewert (medförfattare), Björn Hodell (regi)                                                                             | Mosebacke Revyteater                                                           | Maja Cassel, Thor Modéen, Anna-Lisa Baude, Gustaf Lövås, Irma Leoni, Carl-Gunnar Wingård, Maj Diver, Otto Thoresen, Eric Magnusson, Karin Rydberg m fl "samt 18 Mosebacke-girls". | 92              | Även spelad i turnéversion med John Lianders sällskap. |
| 1925-12-26   | Får vi lov... Nyårsrevy.                                                               | Karl Ewert (medförfattare)                                                                                                  | Teater Montmartre                                                              | Lisi Carén, Dagmar Ebbesen, Agda Helin, Elna Panduro (även regi), Ernst Brunman, Robert Sterling, Victor Thorén m fl samt "Boundikovs Dancing girls". | 60              | Skriven under pseudonymerna "Ceson och Beson". |
| 1926-01-01   | Hela Stockholm Nyårsrevy.                                                              | Karl Ewert (kuplettexter), Björn Hodell & Algot Gunnarsson (regi)                                                           | Folkets hus teater                                                             | Thor Modéen, Nita Hårleman, Gustaf Lövås, Ruth Weijden, Algot Gunnarsson, Elsa Carlberg-Hansson, Eric Magnusson, Lili Gunnarsson, Harry Ahlin, Gertie Löweström, Irma Leoni, Margit Liljemo m fl. | 161             | Även spelad i turnéversion under hösten 1926 av John Lianders sällskap.                                                                                               |
| 1926-06-04   | Mina damer och herrar Sommarrevy.                                                      | Ej angivna medförfattare (som "Svasse & C:o"), Sven Tropp (koreografi), Curt Ekeroth (kapellmästare)                        | Södra teatern                                                                  | Victor Cornelius, Elna Panduro (även regi), Erik "Bullen" Berglund (även regi), Ragnar Widestedt, Brita Öberg, Sonja Östman, Elsa Berglund, Cisi Olsson m fl. | 69              | |
| 1927-01-01   | Från mun till mun Nyårsrevy.                                                           | Karl Ewert (kupletter), Björn Hodell (regi)                                                                                 | Folkets hus teater                                                             | Nita Hårleman, Thor Modéen, Ellen Karlsson, Gustaf Lövås, Ruth Weijden, Algot Gunnarsson, Margareta Schönström, Eric Magnusson, Irma Leoni, Harry Ahlin, Lillie Gunnarsson, Ragnar Klange, Ragna Bro, Rupert Johanson, Margit Wåhlander, John Bergman, Svea Bergstedt, Greta Österberg, Lily Höglund, Inga Grundberg, Karin Lindkvist, Maj Eklund, Margit Kåhrman.                                                                                                 | 156             | |
| 1927-03-05   | Revyprimadonnan Lustspel.                                                              | Efter en tysk förlaga av Franz Arnold och Ernst Bach                                                                        | Folkteatern (från 1927-10-09 Vasateatern)                                      | Sigurd Wallén (även regi), Dagmar Ebbesen, Märta Hylander, Signe Törnquist, Georg Skarstedt, Georg Funkquist, Dagmar Gille, Edla Rothgardt, Nils Jacobsson, Signe Lundberg, Harriette Fastbom | 99              | Även spelad i turnéversion med John Lianders sällskap. |
| 1927-11-05   | I nöd och lust eller Styrman Klasons skilsmässa "Höstblommor i 2 avdelningar"          | Thor Modéen (medförfattare)                                                                                                 | Odeonteatern                                                                   | Thor Modéen, Lola Grahl, Ola Isene, Arthur Rolén m fl | 53              | |
| 1928-01-01   | Så'na djur finns inte Nyårsrevy                                                        | Karl Wehle (kapellmästare), Sven Tropp (koreograf)                                                                          | Odeonteatern                                                                   | Eric Lindholm, Mary Gräber, John Wilhelm Hagberg, Lola Grahl, Ola Isene, Maja Håkansson-Hage, Gertrud Ahlin, Georg Skarstedt, Kiss Lindberg, Erna Hörvid, Nansy Pettersson, Disa Gillis, Kaia Mau, Britt Barrie, Sonja Lindblom, Polly Terjin, Anna-Lisa Eriksson, Karin Rydberg | 120             | Bergqvist även regissör. |
| 1929-01-01   | Det ligger i luften Nyårsrevy                                                          | Gösta Stevens m fl (huvudförfattare), Björn Hodell & Sigurd Wallén (regi), Sven Tropp & Jean de Lande (koreografi)          | Södra teatern                                                                  | Sigurd Wallén, Nita Hårleman (senare ersatt av Karin Ygberg), Gustaf Lövås, Calle Hagman, Bullan Weijden, Lasse Krantz, Eric Andersson, Irma Leoni, Maj Diver, Kai Reiners, Emy Ågren m fl | 138             | |
| 1929-05-30   | Stockholm–Motala Sommarrevy                                                            | Karl Ewert (kupletter), Kar de Mumma (sketcher), Jean de Lande (koreografi)                                                 | Folkteatern                                                                    | Karl Ewert, Sigurd Wallén, Nita Hårleman, Gustaf Lövås, Dagmar Ebbesen, Maritta Marke, Hilmer Borgeling, Artur Rolén, Jean de Lande, Margit Liljemo m fl | 114             | |
| 1929-10-12   | Familjekarusellen Folklustspel                                                         | "Fri översättning och bearbetning" av dansk pjäs av Fleming Lynge och Axel Frische. Björn Hodell (regi), Sven Helin (musik) | Södra teatern                                                                  | Thor Modéen, Carl Hagman, Nils Jacobsson, Katie Rolfsen, Bullan Weijden, Kai Reiners, Emy Ågren | 75              | |
| 1930-01-01   | Södran som vanligt Nyårsrevy                                                           | Gösta Stevens (huvudförfattare), Björn Hodell (regi), Guye Rolf (kostym), Sven Tropp (koreografi), Sven Helin (dirigent)    | Södra teatern                                                                  | Thor Modéen, Carl Hagman, Katie Rolfsen, Carl Hagman, Karin Ygberg, Aurora Åström, Gösta Lycke, Karen Rasmussen, Käthie Schnitzer, Nils Jacobsson, Bullan Weijden, Egon Freij, Kai Reiners, Emy Ågren, "Hodells 10 Teddyflickor" m fl | 125             | |
| 1930-01-25   | Med glitter och stjärnor "Den stora kontinentala Grönköpingsrevyn"                     | Jules Sylvain (musik, dirigent)                                                                                             | Sveriges radio                                                                 | Zarah Leander, Astrid Lindgren, Hilmer Borgeling, Eric Abrahamsson, Svasse Bergqvist, Curt Ekeroth, Jules Sylvain, Gösta Lycke, Radiokapellet |                 | Radiorevy (ej upptagen i Watten). Även utgiven i nedkortat format och med delvis andra medverkande på skiva.                                                          |
| 1930-03-29   | På Glitter och Stjärnturné i Kungl. Provinsen                                          | Jules Sylvain (musik, dirigent)                                                                                             | Sveriges radio                                                                 | Svasse Bergqvist, Hilmer Borgeling, Gösta Lycke, Eric Abrahamsson, Georg Falk, Katie Rolfsen, Astrid Lindgren, Jules Sylvain, Radiokapellet |                 | Radiorevy (ej upptagen i Warren) |
| 1930-09-06   | Stockholm blir Stockholm Höstrevy                                                      | Karl Ewert (kupletter), Helge Lindberg (kapellmästare), Adolf Niska (regi), Axel Witzansky (koreografi)                     | Vasateatern                                                                    | Ann-Mari Berg, Zarah Leander, Dagmar Ebbesen, Emy Ågren, Maritta Marke, Barbro Brahne, Dagmar Olsson, Adolf Niska, Steinar Jøraandstad, Thor Modéen, Carl Hagman, Gustaf Lövås, Kai Reiners, Oscar Åberg, Argot Sverre, "Vasans 16 Gigolo-Girls" | 110             | |
| 1931-01-06   | Nyårsrevyn 1931 Höstrevy                                                               | Karl Ewert (kupletter), Helge Lindberg (kapellmästare), Franz Engelke (regi), Axel Witzansky (koreografi)                   | Vasateatern                                                                    | Zarah Leander, Steinar Jøraandstad, Carl Hagman, Gustaf Lövås, Thor Modéen, Adolf Niska, Maritta Marke, Dagmar Ebbesen, Kai Reiners, Emy Ågren, Argot Sverre, Oscar Åberg, Alice Carlson, Ethel Ohlin, "Vasans Gigolo Girls" | c:a 130         | |
| 1932-05-25   | Syndare i sommarsol Revy                                                               | Karl Ewert (kupletter), Oscar Lund (regi), Floyd Du Pont (koreografi)                                                       | Folkteatern                                                                    | Åke Ohberg, Artur Rolén, Maritta Marke, Nils Ericson, Emy Owandner, Lizzy Stein, Maritta Marke, Anna-Lisa Baude, Gösta Lycke, Ragnar Falck | 50              | |
| 1932         | Casino Revyen 1932                                                                     | | Casinotheatret, Köpenhamn                                                      | Maritta Marke, Olga Jensen, Arthur Jensen, Kay Abrahamsen, Nancy Piery, Kai Reiners, Marguerite Viby, Carl Alstrup, Lizzy Stein, Christian Frier, Hans W. Petersen, Tove Wallenstrøm, Argot Sverre |                 | |
| 1933-06-03   | Fina Q Stockholmsfars i 3 akter                                                        | Sverker Ahde (musik) | Bellevue-Teatern                                                               | Mona Geijer-Falkner, Ingegerd Rosén, Erik Rosén, Lillan Sjöbladh, Dagny Berrby, Carl Ericsson, Tor Jeansson, Örving Garbert, Ingegerd Resen, Gunnar Ström | 75              | Skriven under pseudonymen "Måns Ram & C.o". |
| 1936-05-30   | I glädje och sorg                                                                      | Jean Claesson (regi), Maj Diver (koreografi)                                                                                | Turnerande uppsättning                                                         | Gerda Gulda, Stig Sune, Britt Bewe, Tora Rönn-Fröberg, Ingrid Eriksson, Majken Morin, Elsa Nordberg, Gullan Pettersson, Inga Johansson, "dansparet Kay och Siwa" |                 | |

### Regi
| År   | Produktion                                 | Upphovsmän                                                                                  | Teater      | Medverkande | Föreställningar | Anmärkning |
| ---- | ------------------------------------------ | ------------------------------------------------------------------------------------------- | ----------- | --- | --------------- | ---------- |
| 1921 | Än leva de gamla gudar Revyskämt i 3 akter | Otto Hellkvist "delvis fritt efter Reinhardts Orfeus i underjorden"; Karl-Ewert (kupletter) | Vasateatern | Hulda Malmström, Greta Lindgren, Märta Reiners, Emy Ågren, Elis Elliot, Valdemar Dalquist, Eugen Nilsson, Carl-Gunnar Wingård, Carl Hagman, Kai Reiners. | 75              |            |

## Sångtexter (urval)
Källa där ej annat angives: Libris.
- Ack, Elvira! (originaltitel: "May I send you this balloon?").
- American, you know; musik: Dave Stamper.
- Blomsterflickan; musik: Torsten Paban.
- Blått; musik: Victor Hollaender.[75]
- Chin-Chin-San; musik: Umberto Spiazzi.
- Demonen; musik: Jules Sylvain.
- Det är den dagliga dosisen som gör'et; musik: Jules Sylvain.
- Du vår Toreadi-da-dor (originaltitel: "Die Peruanerin"); musik: Rudolf Nelson.
- En bruten ros (originaltitel: "A Broken doll"); musik: Jas. W. Tate.
- En gång i veckan (originaltitel: "For me and my gal"); musik: Geo W. Meyer.
- Flickan från Södermalm; medförfattare: John Coldén, musik: Léo Daniderff.
- Han kan inte sluta när han har kommit igång; musik: Laur. Howalt.
- I min bar; musik: Rudolf Nelson.[75]
- I nattens tysta timmar; musik: Jules Sylvain.
- Jag är blott en docka; musik: Edvard Brink.
- Love and dreams (Flickedrömmar); musik: Jules Sylvain.
- Min lilla sommartös; musik: Edvard Brink.
- Sista dansen (originaltitel: "Babes in the wood"); musik: Jerome Kern.
- Skriv ett brev till mej (originaltitel: "Won't you send a letter to me?"); musik: Sigmund Romberg.
- Tommy kommer tillbaka; musik: Holck Stilling.
- Två tårar (originaltitel: Zwei Tränen"); musik: E. Rubenz & Franz Grothe.[75]
- Vårvalsen (originaltitel: "Ich muss wieder einmal in Grinzing Sein"); musik: Ralph Benatzky.